# Nigéria nos Jogos Paralímpicos de Verão de 2016

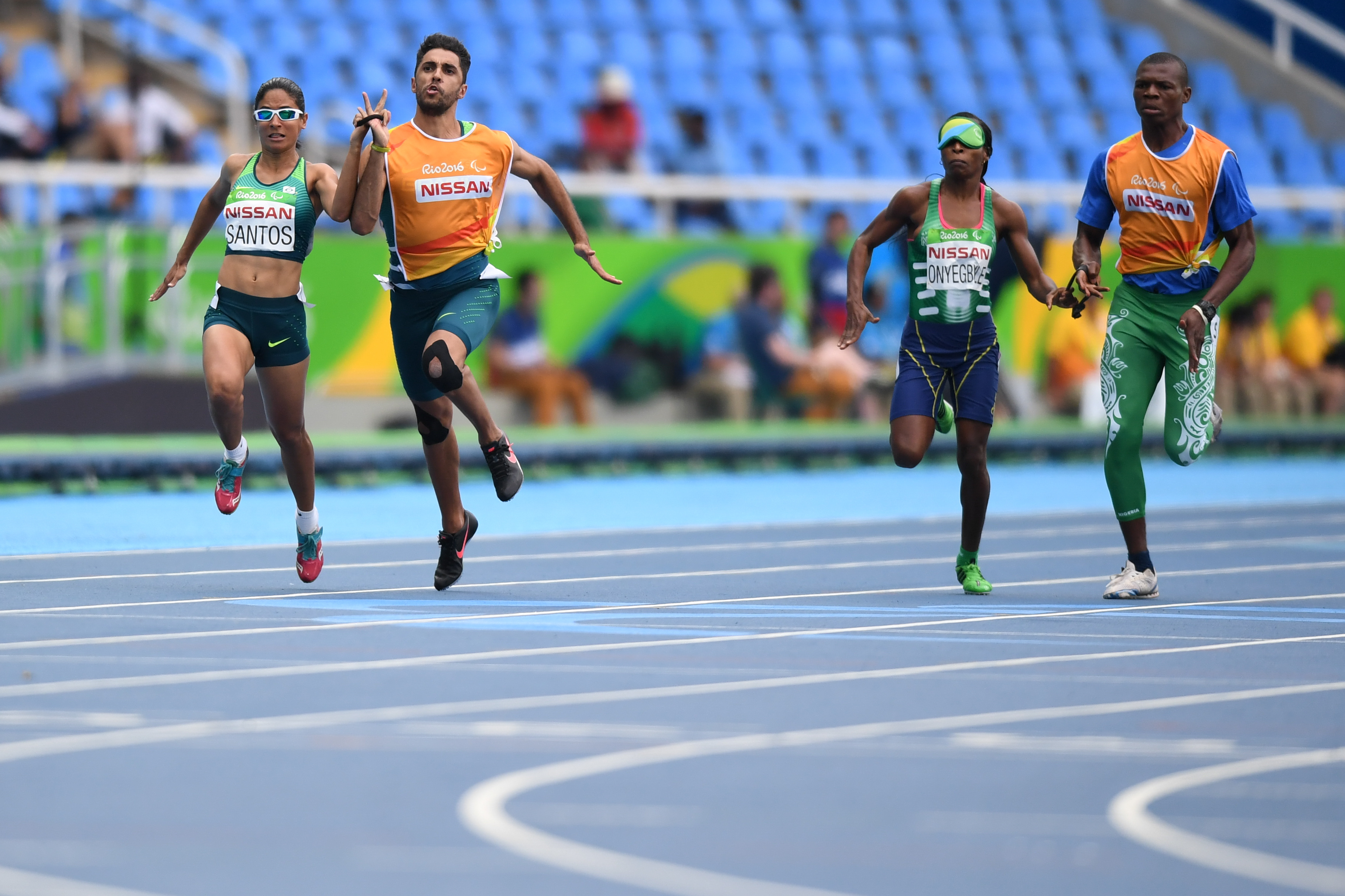
Atletas do Brasil e da Nigéria nos jogos Paralímpicos de Verão de 2016

A Nigéria participou dos Jogos Paralímpicos de Verão de 2016, que foram realizados na cidade do Rio de Janeiro, no Brasil, entre os dias 7 e 18 de setembro de 2016.